# Ctenomys brasiliensis
Ctenomys brasiliensis là một loài động vật có vú trong họ Ctenomyidae, bộ Gặm nhấm. Loài này được Blainville mô tả năm 1826.

## Hình ảnh

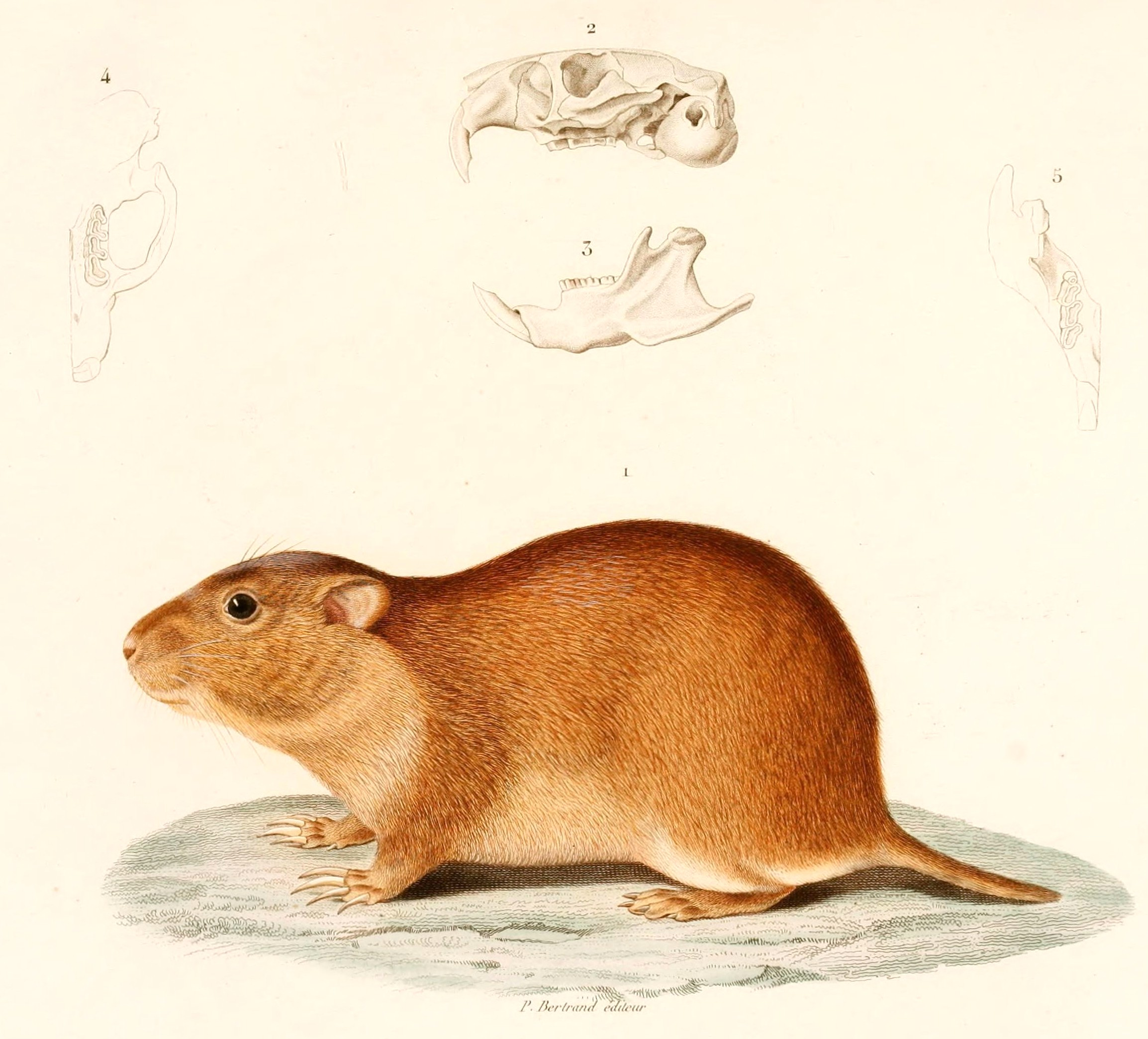